# Antonio Ferrer Pi
Antonio Ferrer Pi (Villanueva y Geltrú 1911-ibídem, 2001) fue un abogado y político español.

## Biografía
Provenía de una familia conservadora y católica, era hijo de un exconcejal monárquico y hermano del dirigente de Acción Popular en Villanueva y Geltrú. Estudió Derecho en la Universidad de Barcelona. Militó en Acción Ciudadana durante la Segunda República y se incorporó a FET y de las JONS durante la Guerra Civil Española. 
Tras la guerra fue nombrado secretario local de FET y de las JONS (1939), juez municipal (1942), delegado gobernativo (1945), procurador en Cortes (1952-1955), diputado provincial (1949-1967) y vicepresidente de la Diputación de Barcelona (1958-1969). Fue alcalde de Villanueva y Geltrú entre 1946 y 1969 y durante su mandato se impulsó el "villanuevismo" como alternativa al catalanismo. Fue sucedido por Miguel Benavent Seguí. Falleció en su ciudad natal en 2001.